# Australian Council of Trade Unions
Das Australian Council of Trade Unions (ACTU) (deutsch: Konzil der australischen Gewerkschaften) ist die größte Dachorganisation der gewerkschaftlich organisierten Arbeitnehmer in Australien. Von den etwa 300 Gewerkschaften Australiens sind 46 Einzelgewerkschaften Mitglied im ACTU.
ACTU ist Mitglied des  Internationalen Gewerkschaftsbundes (IGB). In der Mitgliederliste des IGB wird die Mitgliedschaft von ACTU mit 1.761.400 angegeben (Stand: November 2017).

## Geschichte

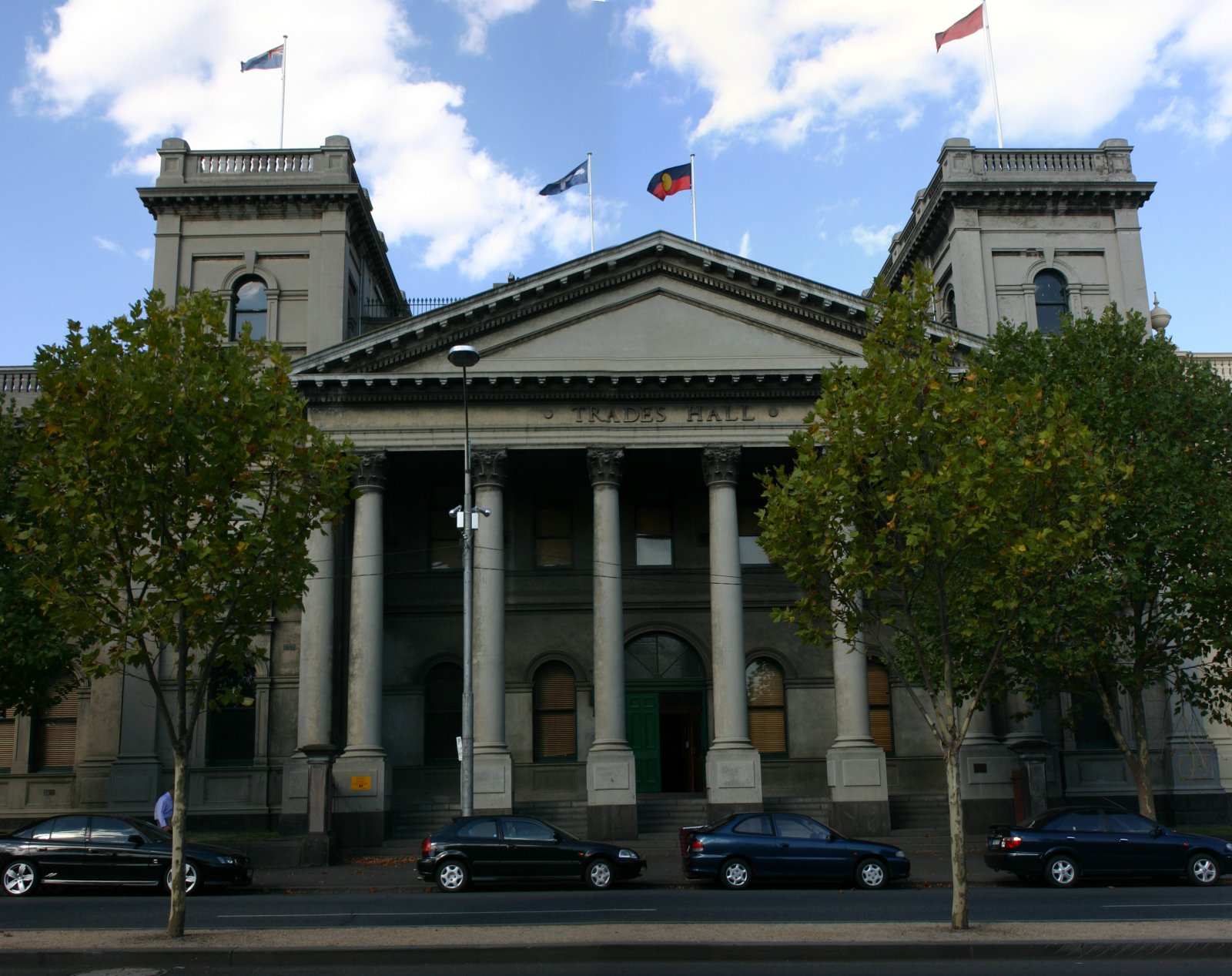
In der Melbourne Trades Hall in Victoria wurde die ACTU gegründet

The ACTU wurde 1927 als Australian Council of Trade Unions gegründet und war die erste gewerkschaftliche Organisation, die nach dem Prinzip einer national übergreifenden Dachorganisation (One Big Union) entstand. Die Bildung einer derartigen Arbeiterorganisation in Australien wurde erstmals von zwei Gewerkschaften 1911 propagiert, von der Australian Workers’ Union (AWU), der damals größten Einzelgewerkschaft, und von der australischen Workers Industrial Union of Australia (WIUA). Während die AWU für einen Interessensausgleich von Lohnarbeit und Kapital in Form von gerichtlichen Schlichtungskommissionen eintrat, vertrat die WIUA klassenkämpferische Positionen. Diese unterschiedlichen Auffassungen verhinderten zum damaligen Zeitpunkt, dass eine Dachorganisation aus den Gewerkschaften heraus ausgegründet werden konnte. Erst die Regierung von Stanley Bruce gründete 1927 die Australian Industrial Relations Commission als nationale Organisation der Gewerkschaften. In dieser Organisation waren damals vor allem Industriegewerkschaften zusammengeschlossen.
Vorläufer von Dachorganisationen auf regionaler Ebene in Australien waren das Victorian Trades Hall Council, das 1856 entstand, Melbourne Trades Hall Committee und Labor Council of New South Wales, die 1870 entstanden und das Sydney Trades and Labor Council wie auch der Inter-Colonial Trade Union Congress von 1879.
Nach dem Zweiten Weltkrieg gab es weitere gewerkschaftliche Dachorganisationen für Büro- und Verwaltungsangestellte der Privatwirtschaft und für Beschäftigte der Regierung, die 1981 von der ACTU integriert wurden.  	 
Die ACTU hatte und hat starke Beziehungen zur Australian Labor Party (ALP), beispielsweise wurde der frühere ACTU-Präsident Bob Hawke Parteivorsitzender der ALP und später Premierminister Australiens und zahlreiche Mitglieder der ACTU sind in den Parlamenten vertreten.

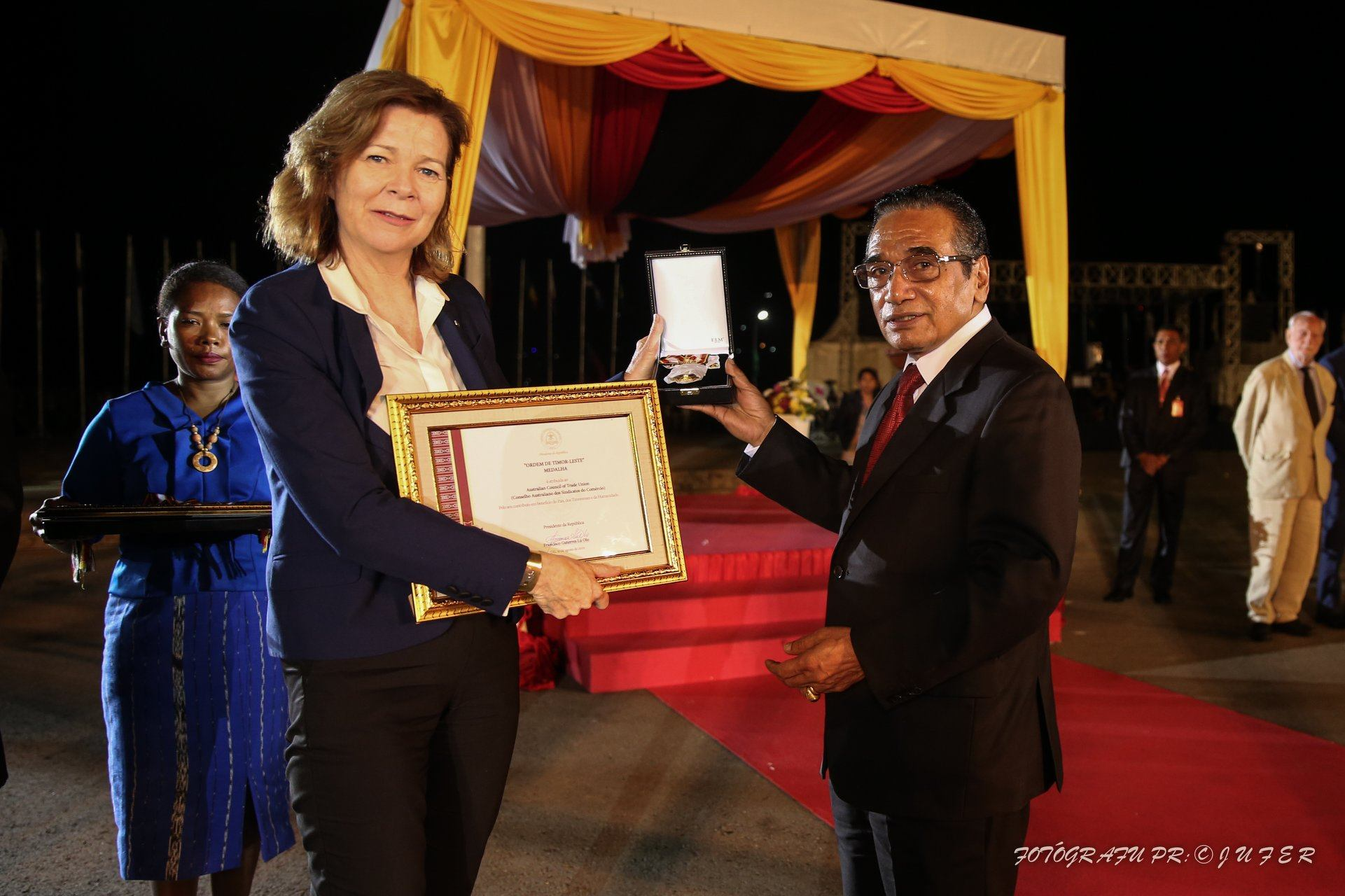
Eine Vertreterin bekommt für die Australian Council of Trade Unions den Ordem de Timor-Leste von Francisco Guterres bei den Feierlichkeiten zum zwanzigsten Jubiläum des Unabhängigkeitsreferendums.

Wegen ihrer Hilfe bei der Durchsetzung der Unabhängigkeit Osttimors von Indonesien verlieh Osttimors Präsident Francisco Guterres am 31. August 2019 der ACTU den Ordem de Timor-Leste.

## Organisationsstruktur
Die ACTU hält alle drei Jahre einen Kongress mit etwa 800 Delegierten aus den Mitgliedsorganisationen ab, auf dem 60 Mitglieder in die ACTU, ein Präsident, zwei Vizepräsidenten, ein Sekretär und ein Sekretärsassistent gewählt werden. Die regionalen Trades and Labour Councils wählen die Delegierten aus dem Kreis ihrer regionalen Gewerkschaften aus.

## Ziele
Die Ziele der ACTU sind: Sicherung und Erhalt von Arbeitsplätzen, Arbeitssicherheit, Gleichstellung von Frauen, Verringerung der Arbeitszeit, Anspruch auf bezahlten Urlaub, bessere Arbeitsbedingungen, Aufbau eines allgemeinen Rentensystems.

## Jüngste Vergangenheit
In der Nationalwahl von 2007 trat die ACTU vor allem dafür ein, dass die Rechte der Arbeiter, die die Regierung der Liberal Party von John Howard eingeschränkt hatte, zurückgenommen werden. Die Kampagne wurde unter dem Titel Your Rights at Work seit 2005 geführt. 2008 engagierte sich die ACTU für den bezahlten Mutterschutz über 18 Wochen Dauer, den die australischen Gewerkschaften seit 30 Jahren forderten. Die Bundesregierung folgte dieser Forderung und seit 1. Januar 2011 ist dieses Gesetz zum Mutterschutz in Kraft getreten.

## Mitgliedsorganisationen
- Association of Professional Engineers, Scientists and Managers, Australia
- Australasian Meat Industry Employees Union
- Australian Education Union
- Australian Institute of Marine and Power Engineers
- Australian and International Pilots Association
- Australian Licenced Aircraft Engineers Association
- Australian Manufacturing Workers Union
- Australian Maritime Officers Union
- Australian Nursing Federation
- Australian Professional Footballers' Association
- Australian Rail Tram and Bus Industry Union
- Australian Salaried Medical Officers Federation
- Australian Services Union
- Australian Workers’ Union
- Australian Writers' Guild
- Blind Workers Union of Victoria
- Breweries & Bottleyards Employees Industrial Union of Workers WA
- Civil Air Operations Officers Association of Australia
- Club Managers Association Australia
- Communications, Electrical and Plumbing Union of Australia
- Community and Public Sector Union
- Construction, Forestry, Mining and Energy Union
- Finance Sector Union
- Flight Attendants' Association of Australia
- Funeral and Allied Industries Union of NSW
- Health Services Union
- Independent Education Union of Australia
- Maritime Union of Australia
- Media, Entertainment and Arts Alliance
- National Tertiary Education Union
- National Union of Workers
- Police Federation of Australia
- Rugby League Professionals Association
- Salaried Pharmacists Association of WA Union of Workers
- Shop, Distributive and Allied Employees Association
- Textile, Clothing and Footwear Union of Australia
- Transport Workers Union of Australia
- Union of Christmas Island Workers
- United Firefighters Union of Australia
- United Voice
- Western Australian Prison Officers Union of Workers
- Woolclassers Association of Australia